# Darla (Buffy contre les vampires)
Pour les articles homonymes, voir Darla.
Darla est un personnage fictif de la série télévisée Buffy contre les vampires et de son spin-off Angel. Darla est une vampire très ancienne, interprétée par l'actrice Julie Benz et doublée en version française par Charlotte Marin. Dans Buffy, elle est au service du Maître, l'antagoniste principal de la première saison, et est clairement sa favorite. C'est d'ailleurs lui qui l'a métamorphosée en vampire au tout début du XVIIe siècle. Dans Angel, son rôle est plus ambivalent. Elle y est tour à tour, et parfois en même temps, ennemie, victime ou alliée. En 2010, le magazine SFX la classe à la 25e place de son Top 50 des vampires au cinéma et à la télévision.

## Biographie fictive
Darla est née à la fin du XVIe siècle. En 1609, elle contracte la syphilis, maladie mortelle à l'époque, car elle se livre à la prostitution dans la colonie de Virginie (épisode Darla). Alors qu'elle est sur le point de mourir, un prêtre se présente à elle pour la convaincre de renouer avec Dieu et lui offrir les derniers sacrements. Mais elle refuse, préférant mourir que de renouer avec un Dieu auquel elle n'a jamais cru. Le prêtre semble très satisfait et se dévoile alors : il s'agit du Maître, un très ancien vampire, qui la métamorphose. Elle devient alors un membre du Grand Ordre d'Aurélius dirigé par le Maître et devient la préférée de ce dernier, qui la prénomme alors Darla (abréviation de Darling, « chérie », en anglais). 
Darla passe les 150 premières années de sa vie à servir fidèlement le Maître, et se montre aussi cruelle et démoniaque que lui. Mais en 1753, elle rencontre à Galway, en Irlande, un jeune homme nommé Liam qu'elle décide de transformer à son tour et qui va devenir Angelus. Ce dernier, très amoureux de Darla, la suit et rejoint à son tour le Maître mais n'est pas intéressé par l'ordre d'Aurélius. Angelus quitte l'Ordre d'Aurélius en 1760 et Darla choisit de le suivre. Pendant un siècle, tous deux vont semer la terreur dans toute l'Europe et massacrer des centaines de personnes. Mais ils sont également pourchassés par Daniel Holtz, un chasseur de vampires dont la famille a été tuée à York en 1764 par le couple de vampires.
La famille formée par Darla et Angelus s'agrandit lorsqu'en 1860 ce dernier transforme Drusilla en vampire, celle-ci engendrant à son tour Spike en 1880. Darla, Angelus, Drusilla et Spike forment alors le Fléau de l'Europe et commettent des ravages sur tout le continent, mais en 1898, Angelus tue une jeune gitane et, pour se venger, les autres membres du clan lui rendent son âme. Lorsque Darla le découvre, elle entre dans une rage terrible, et avec Drusilla et Spike, se venge sur les gitans en les tuant tous. Elle quitte alors Angel, qui, toujours amoureux d'elle, veut reprendre sa place auprès du Fléau de l'Europe, et suit ses compagnons. En 1900, Darla, Drusilla et Spike sont en Chine et profitent de la révolte des Boxers pour satisfaire leurs envies assassines. Angel se manifeste alors à Darla, et tente de la convaincre que posséder une âme ne l'empêchera pas de rester le cruel vampire qu'il a toujours été. Darla décide donc de le mettre à l'épreuve, et lui présente un bébé : s'il tue cet enfant, il pourra revenir auprès d'elle. Mais malgré ses efforts, Angel ne peut commettre ce crime. Darla ordonne à Angel de ne plus jamais l'approcher. Elle décide alors de retourner auprès du Maître, mais Drusilla et Spike préfèrent ne pas la suivre, et partent de leur côté. Le Maître accueille à bras ouverts sa favorite, qui lui a énormément manqué même si elle lui rendait de temps en temps visite lorsqu'elle était avec Angelus, et elle le suit à Sunnydale.

## Apparitions et rôle du personnage

### Dans la sérieBuffy contre les vampires
Darla apparaît dès la séquence pré-générique du premier épisode de la saison 1, Bienvenue à Sunnydale 1/2. C'est, avec l'étudiant du lycée de Sunnydale qui entre avec elle par effraction dans l'établissement scolaire, le premier personnage présenté au spectateur. En apparence effrayée par les bruits qu'elle prétend entendre, elle suit le lycéen qui veut lui montrer la vue depuis le toit du gymnase et flirter avec elle. Après s'être assurée qu'ils étaient bien seuls, Darla se transforme en vampire et tue l'étudiant juste avant que le générique ne commence. Selon le créateur de la série Joss Whedon, cette scène inaugurale permet de subvertir le cliché de la « pauvre jeune fille blonde », habituelle victime des films d'horreur. L'introduction du personnage de Darla à l'ouverture de la série prépare ainsi l'inversion de ce cliché, qui est un des objectifs premiers de Whedon.
Dans la suite de la saison, Darla est très clairement une ennemie des héros, alliée du Maître. Après un premier combat contre Buffy, elle enlève Jesse, qu'elle transforme en vampire, puis participe à l'attaque du Bronze qui vise à sacrifier des humains pour libérer le Maître. Premier lieutenant du Maître, elle cherche à utiliser Angel, qu'elle a transformé en vampire des siècles auparavant, pour tuer Buffy, mais se fait réduire en poussière par le vampire repenti. Dans ces trois épisodes de la saison 1, Darla apparaît comme le double en négatif de Buffy, double auquel Angel doit renoncer. Whedon raconte ainsi que le personnage devait mourir dès la fin de Bienvenue à Sunnydale 2/2, aspergée d'eau bénite par Willow, mais que l'équipe créative l'a finalement maintenue en vie pour permettre la construction du triangle amoureux Buffy-Angel-Darla qui est au cœur de l'épisode Alias Angelus.
Le personnage reparaît ensuite dans Acathla (Saison 2, épisode 21) et dans La Faille (Saison 5, épisode 7), dans des scènes de flashbacks concernant le passé d'Angel et de Spike.

### Dans la sérieAngel
Elle apparaît d'abord en flashback dans l'épisode 1753 au cours duquel Angel, à l'occasion d'une enquête impliquant le père de Kate Lockley, se remémore ses derniers instants d'être humain, sa relation avec son propre père, sa rencontre avec Darla et ses premiers pas en tant que vampire.
La résurrection de Darla est organisée par le cabinet d'avocats Wolfram & Hart dans Le Manuscrit (dernier épisode de la saison 1 d'Angel) dans le but de faire à nouveau perdre son âme à Angel. Le retour du personnage est le cliffhanger de la fin de saison. Darla est amenée, dans les saisons suivantes, à tenir un rôle plus important et plus complexe que dans Buffy contre les vampires : instrument de la vengeance de Wolfram & Hart contre Angel, victime expiatoire que le héros cherche à soutenir dans sa quête de rédemption, à nouveau vampire semant la terreur, puis mère se sacrifiant pour le bien de son bébé.
Au début de la saison 2, Darla renaît en tant qu'humaine mais trouve cette vie terriblement difficile, d'autant qu'elle apprend qu'elle va bientôt mourir de syphilis (maladie qui devait la tuer avant qu'elle ne soit transformée en vampire en 1609). Darla est alors soignée et recueillie par Lindsey McDonald, qui tombe amoureux d'elle, mais, désespérée, elle tente de redevenir vampire, tandis qu'Angel décide de passer, en vain, une série d'épreuves qui pourraient la guérir (épisode L'Épreuve) (c'est dans ce même épisode que Darla découvre que pour la première fois, Angel tient vraiment à elle). Mais Wolfram et Hart engage Drusilla, qui transforme Darla en vampire sous les yeux d'un Angel impuissant à la fin du même épisode. Après un combat entre elles deux, Darla manifeste sa joie de revoir à nouveau Drusilla, et toutes deux sèment alors la terreur à Los Angeles (épisode Retrouvailles). Angel doit donc combattre les femmes qui, à l'exception de Buffy, ont le plus compté dans sa vie mais ne parvient pas à les tuer malgré les avoir brûlées vives (épisode Déclaration de guerre). Elle retrouve plus tard Angel, désemparé, et tous deux font l'amour mais, quand elle constate qu'Angel n'a pas perdu son âme, elle quitte la ville (épisodes Le Grand Bilan et Retour à l'ordre). 
Dans la saison 3, c'est-à-dire quelques mois plus tard, elle revient, enceinte (une grossesse apparemment impossible), et annonce à Angel qu'il est le père de son enfant (épisode La Prophétie). Darla réalise également qu'elle partage l'âme de son enfant à naître et qu'elle peut donc à nouveau éprouver des sentiments (maternels). Après avoir réalisé que son corps de vampire tuait l'enfant humain qu'elle porte et s'être assurée qu'Angel prendrait soin de lui, elle se sacrifie pour lui donner naissance en se plantant elle-même un pieu dans le cœur (épisode Le Fils d'Angel).
Elle réapparaît dans la saison 4, lors de l'épisode L'Horreur sans nom, en tant qu'apparition envoyée par les puissances supérieures pour transmettre un message à son fils Connor, et dans un flashback dans la saison 5, lors de l'épisode La Fille en question.